# Benzoquinona
La Benzoquinona és una quinona amb un sol anell de benzè. N'hi ha només dues:
- 1,4-Benzoquinona, la més comuna (també dita para-benzoquinona, p-benzoquinona, para-quinona, o simplement quinona)
- 1,2-Benzoquinona, la menys comuna (també dita orto-benzoquinona, o-benzoquinona, orto-quinona)